# D. C. Fontana
Dorothy Catherine „D. C.“ Fontana (25. března 1939 Sussex, New Jersey – 2. prosince 2019 Los Angeles, Kalifornie) byla americká televizní scenáristka a dramaturgyně, známá prací na seriálu Star Trek.

## Spolupráce s Roddenberrym
D. C. Fontana pracovala původně jako sekretářka Gena Roddenberryho. V polovině 60. let 20. století jako první pracovala na scénářích původního seriálu Star Trek. Během této doby napsala epizody Zítra bude včera, Páteční dítě, Cesta k Babylonu, Vyhnání z ráje a Případ Enterprise.
Pod pseudonymem Michael Richards pak sepsala scénář k epizodám Ta, která přetrvá a Cesta do ráje. Využívala také pseudonymu J. Michael Bingham, pod kterém napsala i scénář k epizodě Bez zábran seriálu Star Trek: Nová generace.
Pod svým jménem napsala scénář k epizodě Co se nestalo z animovaného seriálu Star Trek. Dále napsala několik scénářů k epizodám Nové generace až po díl Daxová seriálu Star Trek: Stanice Deep Space Nine.